# Río Blanco (Bolivia)
El río Blanco es un largo río amazónico boliviano, uno de los principales afluentes del río Iténez, que forma parte del curso alto del río Mamoré. El río discurre por el departamento de Santa Cruz y el departamento del Beni.
El río forma parte del sitio Ramsar Blanco, que fue catalogado como tal el 2 de febrero de 2013.

## Geografía

Habitantes de las riberas del Río Blanco en 1909.

El río Blanco nace en el departamento de Santa Cruz, a partir del río Aguas Calientes (15°54′4″S 62°15′21″O / -15.90111, -62.25583), que aguas arriba nace cerca de Concepción (capital de la provincia Ñuflo de Chaves, con 5.586 hab. en 2001). Recorre una longitud de 465 km hasta el límite con el departamento del Beni, y desde ahí recorre otros 622 km hasta su desembocadura en el río Iténez, a una altitud de 132 m aguas arriba muy cerca de la ciudad brasileña de Príncipe de Beira.

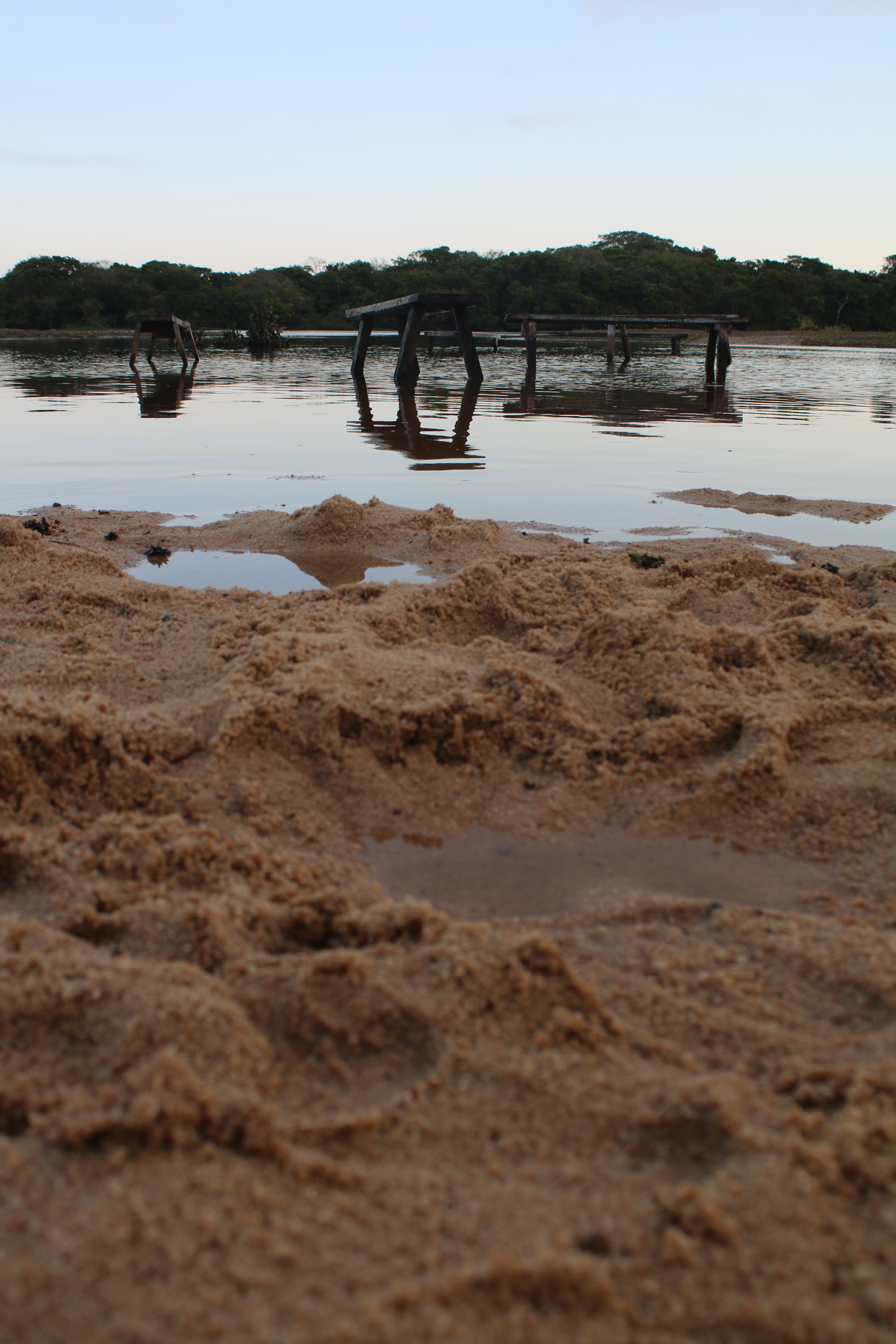
Vista del Río Blanco desde la orilla en Bella Vista (Beni), Bolivia.

En su recorrido recibe numerosos afluentes como el río San Martín (710 km), el río Zapocoz, el río Negro (460 km) y el río López, además de innumerables arroyos.